# Gamagōri
Gamagōri (jap. 蒲郡市 Gamagōri-shi) – miasto w Japonii, na wyspie Honsiu, w prefekturze Aichi.

## Położenie
Miasto położone w południowej części prefektury nad zatoką Mikawa. Miasto graniczy z:
- Okazaki,
- Toyokawa.

## Historia

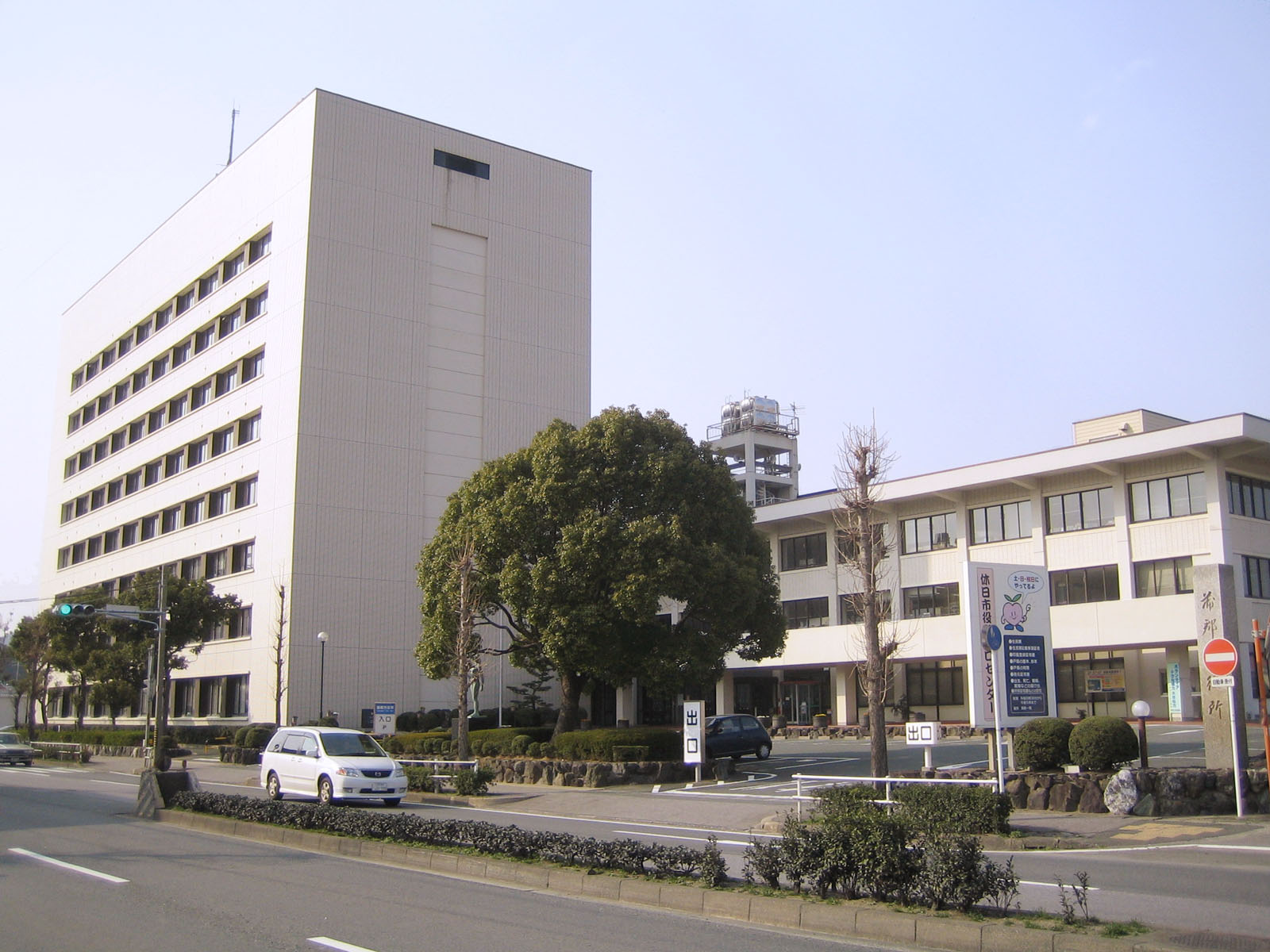
Urząd Miasta Gamagōri

- 28 grudnia 1878 – wioski Kamagata i Gōri zostały połączone, w wyniku czego powstała wioska Kamagōri (w powiecie Hoi).
- 1 października 1889 – wieś Kamagōri połączyła się z wioskami Fusō, Koe i Araigata (z powiatu Hoi).
- 6 października 1891 – wieś Kamagōri zdobyła status miasteczka.
- 4 lipca 1906 – miasteczko powiększyło się o teren wiosek Toyooka, Kaminogo i Shizusato (z powiatu Hoi).
- 1 kwietnia 1954 – miasteczka Kamagōri, Miya i wieś Shiotsu zostały połączone, w efekcie czego powstało miasto Gamagōri[1].

## Wydarzenia
- Festiwal Gamagori Miya – od 1696 roku, co roku w październiku, odbywa się barwny festiwal, w czasie którego przenośne, piętrowe świątynie (dashi) są przenoszone pomiędzy lokalnymi chramami i wnoszone do morza przy brzegu.

## Populacja
Zmiany w populacji Gamagōri w latach 1970–2015:
| Rok  | Populacja |
| ---- | --------- |
| 1970 | 82 868    |
| 1975 | 85 282    |
| 1980 | 85 294    |
| 1985 | 85 580    |
| 1990 | 84 819    |
| 1995 | 83 730    |
| 2000 | 82 108    |
| 2005 | 82 108    |
| 2010 | 82 222    |
| 2015 | 81 150    |

## Miasta partnerskie
- Nowa Zelandia: Gisborne (od 27.07.1996)
- Japonia: Urasoe (od 04.11.1981)